# Trabucco (unità di misura)
ll trabucco (in tedesco rute; in francese perche) è l'antica unità di misura della lunghezza adottata in Italia e in Svizzera prima dell'adozione del sistema metrico decimale (1877). Come il metro, talvolta poteva anche esprimere la superficie (trabucco quadrato) e il volume (trabucco cubo).

## Variazioni dell'Unità di misura
Il trabucco non costituiva un'unica unità di misura e variava in base al territorio in cui ci si trovava. Infatti, si poteva identificare come corrispondente a 6 piedi locali, la cui lunghezza nel Nord Italia variava appunto tra città e città tra i 30 e i 55 centimetri.

### Trabucco Piemontese
Il trabucco piemontese corrispondeva a 3,086 metri di lunghezza; i derivanti trabucchi esprimenti superficie e volume corrispondevano rispettivamente a 9,5259 metri quadrati e a 29,401 metri cubi (trabucco cubo) o a 4,083 metri cubi (trabucco camerale piemontese). Alla seconda metà del XIX secolo, veniva impiegato nei territori del Regno di Sardegna: era l'unica unità di misura di lunghezza a Ivrea, Vercelli, Biella, Pinerolo, Torino, Susa, Cuneo e Asti mentre affiancava i trabucchi locali in Lomellina e nell'Oltrepò Pavese.

### Trabucco Milanese
Il trabucco milanese corrispondeva a 2,611 metri di lunghezza; il derivante trabucco esprimente la superficie corrispondeva a 6,8178 metri quadrati. Alla seconda metà del XIX secolo, veniva impiegato come unica unità di misura di lunghezza in gran parte della Lombardia Occidentale e affiancava i trabucchi locali nelle ex province sabaude di Lomellina e Voghera, a Pavia e a Cremona. Era adottato anche nel Ticino fino al 1851.

### Altri tipi di trabucco
Elenco degli altri tipi di trabucco espressi in metri e i corrispettivi derivati:
- Cagliari e Sassari: lunghezza 3,148 metri; superficie 9,9111 metri quadrati; volume 5,200 metri cubi
- Acqui Terme: lunghezza 3,006 metri; superficie 9,036036 metri quadrati; volume 27162,324 litri
- Alessandria: lunghezza 2,861 metri; superficie 8,1874 metri quadrati; volume 29,401 metri cubi
- Casale Monferrato: lunghezza 2,904 metri; superficie 8,4339 metri quadrati; volume 24,493 metri cubi
- Tortona: lunghezza 2,853 metri; superficie 8,1396 metri quadrati; volume 23,222 metri cubi
- Cremona: lunghezza 2,901 metri
- Crema: lunghezza 2,818 metri
- Novara: lunghezza 2,825 metri; superficie 7,9844 metri quadrati; volume
- Pavia e Voghera: lunghezza 2,831 metri; volume 3,784 metri cubi
- Vigevano: lunghezza 2,774 metri
- Bobbio: lunghezza 2,867 metri
- Neuchâtel:[1] lunghezza 4,6 metri